# يويوغي (محطة)

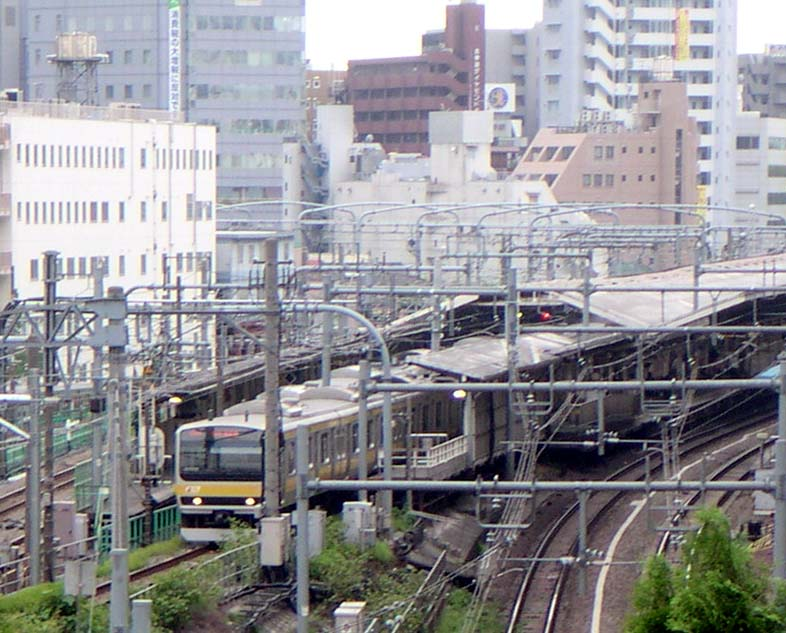
منظر ميدان يويوجى من محطة شينجوكو

محطة يويوغي (باليابانية: 代々木駅، يويوغي-إكي) هي محطة قطار موجودة في شيبويا، طوكيو، اليابان، على بعد عدة مئات من الأمتار إلى الجنوب من محطة شينجوكو. رقم المحطة هو E-26 ضمن نظام الترقيم لشركة تويي لقطارات الأنفاق.

## الخطوط
- شركة شرق اليابان للسكك الحديدية (JR-East)
  - خط يامانوته (Yamanote Line)
  - خط تشوأو-سوبو (Chūō-Sōbu Line)
- شركة تويي لقطارات الأنفاق (Toei Subway)
  - خط تويي-أويدو (Toei Ōedo Line)

## المرافق

### شركة شرق اليابان للسكك الحديدية
تتكون مرافق شركة شرق اليابان للسكك الحديدية من جزيرتين وسطيتين، كل واحدة تخدم مسارين.
1. خط يامانوته (لشينجوكو، وإكه-بوكورو)
2. خط يامانوته (لشيبويا، وشيناغاوا)
3. خط تشوأو-سوبو (لناكانو، وميتاكا)
4. خط تشوأو-سوبو (لأوتشانوميزو، وتشيبا)

هناك ثلاثة مخارج : مخرج شرقي، مخرج غربي، ومخرج شمالي. الأخيران يوفران سهولة الوصول إلى خط أويدو.

### شركة تويي لقطارات الأنفاق
تتكون مرافق شركة تويي من جزيرة وسطية واحدة تخدم مسارين لخط تويي-أويدو.

## التاريخ
تم افتتاح المحطة يوم 23 أكتوبر 1906 من قبل شركة خاصة كمحطة على خط تشوأو الرئيسي، ولكنها أممت بعد أسبوع واحد فقط من قبل سكك الحديد اليابانية القومية. تم افتتاح مرافق خط تويي-أويدو في 20 أبريل 2000 

## المحطات المتاخمة
| «                               |                                 | الخدمة                          |                                 | »                               |
| شركة شرق اليابان للسكك الحديدية | شركة شرق اليابان للسكك الحديدية | شركة شرق اليابان للسكك الحديدية | شركة شرق اليابان للسكك الحديدية | شركة شرق اليابان للسكك الحديدية |
| ------------------------------- | ------------------------------- | ------------------------------- | ------------------------------- | ------------------------------- |
| هاراجوكو                        |                                 | خط يامانوته                     |                                 | شينجوكو                         |
| سينداغايا                       |                                 | خط تشوأو-سوبو                   |                                 | شينجوكو                         |
| شركة تويي لقطارات الأنفاق       |                                 |                                 |                                 |                                 |
| كوكوريتسو-كيوغيجو (E 25)        |                                 | خط تويي-أويدو                   |                                 | شينجوكو (E 27)                  |

## وصلات خارجية
- معلومات شركة شرق اليابان للسكك الحديدية (ياباني)
- معلومات محطة تويي (ياباني)